# William Schaus
William Schaus (11 de enero de 1858 en Nueva York - 20 de junio de 1942) fue un entomólogo estadounidense.

## Biografía
Graduado de Arte en la Universidad de Wisconsin en 1921 y posteriormente, influenciado por Henry Edwards en Ciencias, en la Universidad de Pittsburg.
Estudió fauna tropical y formó una colección muy importante de lepidópteros. Describió más de 500 especies, en su mayoría de América tropical, y nombró 329 géneros.
Donó unos 5.000 especímenes al Museo Nacional de Historia Natural estadounidense.